# Хечул-Векі
Хечул-Векі (рум. Heciul Vechi) — село у Синжерейському районі Молдови. Входить до складу комуни, адміністративним центром якої є село Алексендрень.

## Населення
За даними перепису населення 2004 року у селі проживала 1591 особа.
Національний склад населення села:
| Національність   | Кількість осіб | Відсоток   |
| ---------------- | -------------- | ---------- |
| молдавани румуни | 1573 4         | 98,9% 0,3% |
| українці         | 7              | 0,4%       |
| росіяни          | 7              | 0,4%       |
| Всього           | 1591           | 100%       |